# Manulea
Manulea är ett släkte av flenörtsväxter. Manulea ingår i familjen flenörtsväxter.

## Dottertaxa tillManulea, i alfabetisk ordning[1]
- Manulea acutiloba
- Manulea adenocalyx
- Manulea adenodes
- Manulea altissima
- Manulea androsacea
- Manulea annua
- Manulea arabidea
- Manulea aridicola
- Manulea augei
- Manulea bellidifolia
- Manulea buchneroides
- Manulea burchellii
- Manulea calciphila
- Manulea caledonica
- Manulea cephalotes
- Manulea cheiranthus
- Manulea chrysantha
- Manulea cinerea
- Manulea conferta
- Manulea corymbosa
- Manulea crassifolia
- Manulea decipiens
- Manulea derustiana
- Manulea deserticola
- Manulea diandra
- Manulea dregei
- Manulea dubia
- Manulea exigua
- Manulea flanaganii
- Manulea florifera
- Manulea fragrans
- Manulea gariepina
- Manulea gariesiana
- Manulea glandulosa
- Manulea incana
- Manulea juncea
- Manulea karrooica
- Manulea latiloba
- Manulea laxa
- Manulea leiostachys
- Manulea leptosiphon
- Manulea linearifolia
- Manulea minor
- Manulea minuscula
- Manulea montana
- Manulea multispicata
- Manulea namibensis
- Manulea nervosa
- Manulea obovata
- Manulea ovatifolia
- Manulea paniculata
- Manulea parviflora
- Manulea paucibarbata
- Manulea pillansii
- Manulea platystigma
- Manulea plurirosulata
- Manulea praeterita
- Manulea psilostoma
- Manulea pusilla
- Manulea ramulosa
- Manulea rhodantha
- Manulea rigida
- Manulea robusta
- Manulea rubra
- Manulea schaeferi
- Manulea silenoides
- Manulea stellata
- Manulea tenella
- Manulea thysiflora
- Manulea tomentosa
- Manulea turritis
- Manulea virgata